# The Extra Day
The Extra Day är en brittisk komedifilm från 1956 i regi av William Fairchild.

## Handling
Slutscenen i en film måste tas om och regiassistenten får kalla in alla skådespelare och statister för omtagning.

## Rollista i urval
- Richard Basehart - Joe Blake
- Simone Simon - Michele Blanchard
- George Baker - Steven Marlow
- Josephine Griffin - Toni Howard
- Sid James - Barney West
- Beryl Reid - Beryl
- Dennis Lotis - Ronnie Baker
- Colin Gordon - Sir George Howard
- Laurence Naismith - Kurt Vorn
- Joan Hickson - mrs West